# Sulo Salmi
Pour les articles homonymes, voir Salmi.
Sulo Salmi, né à Vaasa (Finlande) le 4 mars 1914 et mort dans cette ville le 29 avril 1984, est un gymnaste finlandais qui a participé aux Jeux olympiques d'été de 1948.